# Rättegångsbalken
Rättegångsbalken är namnet på de centrala processrättsliga lagarna i Sverige och i Finland. Rättegångsbalken innehåller alla grundläggande bestämmelser för rättegångar i såväl tvistemål som brottmål i tingsrätt, hovrätt samt högsta domstolarna i Sverige eller Finland. 
Rättegångsbalken var en av nio ”balkar” i 1734 års lag. I Finland är den fortfarande gällande rätt, även om den reviderats kraftigt. I Sverige antogs en ny rättegångsbalk år 1942 som trädde i kraft den 1 januari 1948.
Rättegångsbalken i Sverige är indelad i sju avdelningar, vilka i sin tur är uppdelade på 59 kapitel.

## Sverige

### Första avdelningen: Om domstolsväsendet
- 1 Kap. Om allmän underrätt[1]

Tingsrätt är allmän underrätt och första domstol, det vill säga första instans, i alla allmänna mål och domstolsärenden. Dess territoriella område betecknas domkrets. Det är Sveriges riksdag som bestämmer indelningen i domkretsar. Individuell sökning kan ske här.
Allmänna domstolar handlägger brottmål och tvister, som inte handläggs av specialdomstolarna. 
För en enskild arbetstagare som inte är medlem i eller inte har stöd av någon facklig organisation gäller att talan ska väckas vid tingsrätt. Detsamma gäller en arbetsgivare som inte har stöd av en arbetsgivarorganisation. 
Om en part är missnöjd med tingsrättens dom i ett arbetsrättsligt mål kan överklagande ske till arbetsdomstolen.
I tingsrätt ska det finnas lagman.   
I tingsrätt ska även finnas en eller flera rådmän och ibland en eller flera chefsrådmän. 
Lagman, chefsrådman och rådman ska vara lagfarna. 
Tingsrätt får vara delad i avdelningar. Ordförande på avdelning är lagmannen eller en chefsrådman. 
Vid tingsrätt ska det finnas ett kansli, som hålls öppet för allmänheten på bestämda tider.
Tingsrätten ska vid huvudförhandling i brottmål bestå av en lagfaren domare och tre nämndemän.
- 2 Kap. Om hovrätt[5]
- 3 Kap. Om Högsta domstolen[6]
- 4 Kap. Om domare[7]
- 5 Kap. Om offentlighet och ordning m.m. vid domstol[8]
- 6 kap. Om registrering av uppgifter och handlingar[9]
- 7 Kap. Om åklagare och om jäv mot anställda inom polisväsendet m.fl.[10]
- 8 Kap. Om advokater[11]
- 9 Kap. Om straff, vite och hämtning[12]

### Andra avdelningen: Om rättegången i allmänhet
Den andra avdelningen innehåller bestämmelser om hur rättegången ska gå till i allmänhet. Dessa regler gäller därför i alla instanser, det vill säga i tingsrätt, hovrätt och Högsta domstolen. Avdelningen är uppdelad i tre sektioner och 25 kapitel (10-34 kap.). Den första sektionen handlar om rättegången i tvistemål (10-18 kap.), den andra om rättegången i brottmål (19-31 kap.) och den tredje innehåller gemensamma bestämmelser för tvistemål och brottmål (32-34 kap.).

#### I. Om rättegången i tvistemål

##### 10 Kap. Om laga domstol[13]
Det tionde kapitlet innehåller bestämmelser om vilken domstol som är behörig i tvistemål. I 1 § anges att behörig tingsrätt i huvudregel ska vara där svaranden har sin hemvist, vilket för en fysisk person är folkbokföringsadressen den 1 november det föregående året (1 § 2 st.), medan det för bolag, föreningar och andra samfund är där styrelsen har sitt säte (3 st.). Myndigheter stäms där myndigheten har sitt säte (2 §). För personer som inte har hemvist inom riket gäller 3-4 §. En konsument som vill stämma en näringsidkare behöver dock inte beakta dessa regler utan får väcka talan där han själv har hemvist enligt 8 a §, så länge det kan antas att tvisten kommer handläggas som ett så kallat "småmål".
För tvister som rör jordbruk, gruvdrift, fabriksdrift, hantverk, handel och annan liknande verksamhet med fast driftställe, så får en person som driver sådan verksamhet sökas i den ort driftstället ligger (5 §). Tvister som rör fast egendom handläggs i allmänhet där den fast egendomen är belägen enligt 10 §.
Skulle en tvist väckas vid fel domstol måste domstolen antingen självmant (ex officio) beakta felet (17 och 17 a §), eller endast på invändning av part beakta felet (18 §). Som exempel av tvister som självmant ska beaktas är om tvisten är väckt i strid mot 10 §, det vill säga om en tvist om fast egendom är väckt vid fel egendom. I detta fall är en tingsrätt inte behörig att pröva tvisten och tvisten ska således avvisas. Om en tvist däremot väcks i strid mot 1 § (till exempel om en kärande väckt talan i Stockholms tingsrätt mot en svarande boende i Göteborg), så måste en av parterna i rätt tid göra en invändning mot detta. Görs invändningen för sent så är domstolen behörig och domstolen får pröva tvisten (invändning ska enligt 34 kap. 2 § göras första gången som parten för sin talan).
Har en obehörig domstol ändå prövat saken, får en högre domstol enbart prova frågan om detta överklagats eller om det föreligger ett av tre specialfall enligt 19 §:

- om domstol prövat fråga som ska prövas av annan myndighet än domstol eller av särskild domstol,

- om domstol prövat fråga som ska prövas omedelbart av högre rätt, eller

- om domstol prövat fråga som ska prövas av skiljemän.

i de fall en högre domstol kommit fram till att den lägre domstolen inte var behörig, får den högre domstolen återförvisa målet till en behörig lägre rätt (20 §). Slutligen står det i det 10 kap. att om det finns specialregler om laga domstol, gäller dessa regler i stället (det vill säga ett uttryck för lex specialis, 21 §).

##### 11 Kap. Ompartochställföreträdare[14]
I början av kapitlet stadgas att alla fysiska personer kan vara part i en rättegång (1 § 1 st.) precis som bolag, föreningar och andra samfund som kan ha rättigheter och skyldigheter, där de senare representeras av en ställföreträdare för den juridiska personen (2 §). Vid huvudförhandling i tingsrätt och hovrätt är det som huvudregel krav på parten och ställföreträdaren att närvara personligen enligt 5 § 1 och 4 st., om det inte kan antas vara utan betydelse för utredningen. I Högsta domstolen gäller i stället närvaroplikt enbart om domstolen finner detta nödvändigt (2 st.). Vad gäller sammanträde vid förberedelse krävs enbart att de närvarar personligen om det främjar syftet med denna (3 st.). Om rätten finner att det ska finnas en närvaroplikt, krävs att den förordnar om detta (5 st.).

##### 12 Kap. Omrättegångsombud[15]
En som är part enligt 11 kap. får ha ett ombud som för dennes talan (1 §). Denne får infinna sig i rätten i stället för parten, om inte annat sägs vad gäller personlig närvaroplikt enligt 11 kap. 5 § (se ovan). Det finns vissa grundkrav på ett ombud i 2 §, bland annat krav på kunskaper i svenska och hemvist inom Sverige, EU, EES eller Schweiz - om det är lämpligt får emellertid ombudet ha sin hemvist på annan plats. Dessutom krävs det att personen "med hänsyn till redbarhet, insikter och tidigare verksamhet" är lämplig. Personen får heller inte vara underårig, försatt i konkurs eller satt under förvaltare. Om ett ombud visar prov på oredlighet, oskicklighet eller oförstånd får ombudet avvisas - antingen permanent eller tillfälligt (5 §).
Vill en part använda ett ombud krävs att parten antingen ger fullmakten inför rätten eller ger in en skriftlig fullmakt som parten skrivit under (8 §). Den skriftliga fullmakten ska då ges in första gången som ombudet för partens talan (9 § 1 st. 1 men.) och innehålla ombudets namn (12 §). Om ombudet inte kan förete en sådan fullmakt vid det tillfället ska rätten antingen ge ombudet tid att ge in en sådan fullmakt eller fortsätta med handläggningen, dock utan att meddela dom eller beslut (9 § 2 st. 1 & 2 men.). I det senare fallet får ombudet fortsätta att föra partens talan och parten blir bunden av ombudens agerande när denne därefter ger in en fullmakt (9 § 2 st. 3 men.).
Ett ombuds behörighet framgår av 14 § och ger ombudet generell rätt att bland annat väcka talan i dispositiva mål, ingå förlikning och söka verkställighet med anledning av domen. För att inskränka ett ombuds behörighet krävs att detta särskilt anges i fullmakten (15 § 2 st.), men inskränkning får enbart göras i vissa i 15 § 1 st. angivna fall. Om ett ombud företar en handling när parten är närvarande, så kan parten genast protestera mot handlingen vilket gör den ogiltig (17 §) och en part får när som helst återkalla fullmakten som gör ombudet behörig (18 § 1 st.). I de fall ett ombud går utöver sin behörighet så blir ombudet skadeståndsansvarig gentemot motparten och staten för eventuella kostnader som hans handlingar orsakat till följd av att de inte kan göras gällande mot parten (20 §).

##### 13 Kap. Om föremål förtalanoch talans väckande[16]
Det finns två olika typer av talan - fullgörelsetalan (1 §) och fastställelsetalan (2 §). Har en talan väl väckts får en sådan talan som huvudregel inte ändras enligt 3 § 1 st. 1 men. Kärande får dock 1) kräva ytterligare fullgörelse om det under rättegången kommit fram en ny omständighet, 2) yrka en fastställelse om ett rättsförhållande som är stridigt mellan parterna och som är avgörande för saken som prövas, 3) kräva ränta eller tilläggsförpliktelse som följer av yrkandet samt ett helt nytt yrkande som stödjer sig på väsentligen samma grund. Käranden får dock enbart göra 2 och 3 innan en huvudförhandling i tingsrätten, därefter krävs det att det utan olägenhet kan prövas i målet - har målet överklagats får 2 och 3 inte göras över huvud taget (3 § 2 st.). Enligt 3 § 3 st. är det inte heller en ändring att inskränka sin talan eller åberopa ny omständighet. I de fall en kärande återkallar sin talan i ett dispositivt tvistemål ska målet ändå prövas, om svaranden yrkar detta (5 § 1 st.).
Om det redan föreligger en rättegång om en viss sak, får en ny talan angående samma sak inte väckas igen (så kallad litispendens, 6 §). Föreligger litispendens ska talan alltså avvisas självmant av domstolen (34 kap. 1 § 2 st.).
- 14 Kap. Om förening av mål och tredje mans deltagande i rättegång[17]
- 15 kap. Om kvarstad m.m.[18]
- 16 Kap. Om omröstning[19]
- 17 Kap. Om dom och beslut[20]
- 18 Kap. Om rättegångskostnad[21]

#### II. Om rättegången i brottmål
- 19 Kap. Om laga domstol[22]
- 20 Kap. Om rätt till åtal och om målsägande [23]
- 21 Kap. Om den misstänkte och hans försvar[24]
- 22 Kap. Om enskilt anspråk i anledning av brott[25]
- 23 Kap. Om förundersökning[26]
- 24 Kap. Om häktning och anhållande[27]
- 25 Kap. Om reseförbud och anmälningsskyldighet[28]
- 26 kap. Om kvarstad[29]
- 27 kap. Om beslag, hemlig teleavlyssning[30]
- 28 Kap. Om husrannsakan samt kroppsvisitation och kroppsbesiktning[31]
- 29 Kap. Om omröstning[32]
- 30 Kap. Om dom och beslut[33]
- 31 Kap. Om rättegångskostnad[34]

#### III. Gemensamma bestämmelser
- 32 Kap. Om frister och laga förfall[35]
- 33 Kap. Om inlaga i rättegång och om delgivning[36]
- 34 Kap. Om rättegångshinder[37]

### Tredje avdelningen

#### Om bevisning
- 35 Kap. Om bevisning i allmänhet[38]
- 36 Kap. Om vittne[39]
- 37 kap. Om förhör med part och med målsägande som inte för talan[40]
- 38 Kap. Om skriftligt bevis[41]
- 39 Kap. Om syn[42]
- 40 Kap. Om sakkunnig[43]
- 41 Kap. Om bevisning till framtida säkerhet[44]

### Fjärde avdelningen

#### Om rättegången i underrätt
I. Om rättegången i tvistemål 
- 42 kap. Om stämning och förberedelse och om avgörande av mål utan huvudförhandling[45]
- 43 Kap. Om huvudförhandling[46]
- 44 kap. Om parts utevaro m. m.[47]

II. Om rättegången i brottmål 
- 45 kap. Om väckande av allmänt åtal, om förberedelse och om avgörande av mål utan huvudförhandling[48]
- 46 Kap. Om huvudförhandling i mål, vari allmänt åtal föres[49]
- 47 Kap. Om väckande av enskilt åtal och huvudförhandling i mål, vari sådant åtal föres[50]
- 48 Kap. Om strafföreläggande och föreläggande av ordningsbot[51]

### Femte avdelningen

#### Om rättegången i hovrätt
- 49 kap. Om rätten att överklaga en tingsrätts domar och beslut och om prövningstillstånd[52]
- 50 kap. Om överklagande av domar i tvistemål[53]
- 51 kap. Om överklagande av domar i brottmål[54]
- 52 Kap. Om överklagande av beslut[55]
- 53 Kap. Om mål som tas upp omedelbart[56]

### Sjätte avdelningen

#### Om rättegången i Högsta domstolen
- 54 kap. Om rätten att överklaga en hovrätts domar och beslut och om prövningstillstånd[57]
- 55 kap. Om överklagande av domar[58]
- 56 kap. Om överklagande av beslut och om hänskjutande av prejudikatfrågor[59]
- 57 Kap. Om mål som tas upp omedelbart[60]

### Sjunde avdelningen

#### Om särskilda rättsmedel
- 58 Kap. Om resning och återställande av försutten tid[61]
- 59 Kap. Om klagan över domvilla m.m.[62]